# Ufford (Suffolk)
Pour les articles homonymes, voir Ufford.
Ufford est un village du Suffolk, en Angleterre.

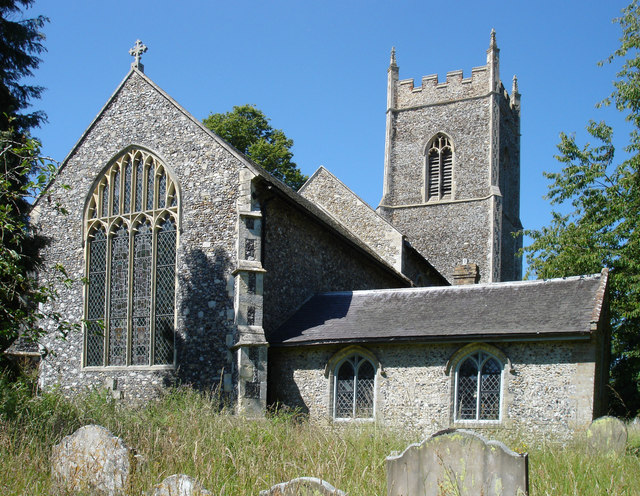
Eglise St Mary à Ufford.

Sa population était de 808 habitants en 2001.